# Pigmy Rock
Der Pigmy Rock (sinngemäß aus dem Englischen übersetzt Zwergfelsen) ist ein Klippenfelsen in der Marguerite Bay vor der Fallières-Küste des westantarktischen Grahamlands. Er liegt direkt vor der Südwestseite von Alamode Island am südlichen Ende der Terra Firma Islands.
Erste Vermessungen der Inselgruppe nahmen Teilnehmer der British Graham Land Expedition (1934–1937) unter der Leitung des australischen Polarforschers John Rymill vor. Der Felsen wurde dann 1948 durch den Falkland Islands Dependencies Survey vermessen und deskriptiv nach seiner Größe benannt.